# ユポ・コーポレーション

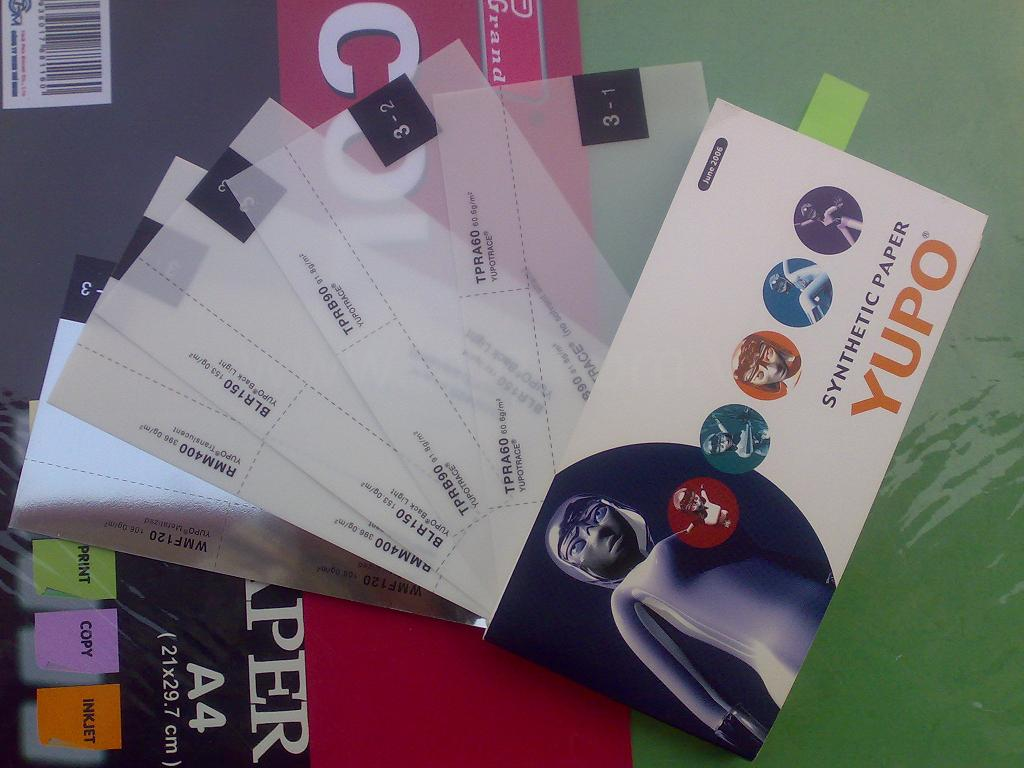
Yupo synthetic paper

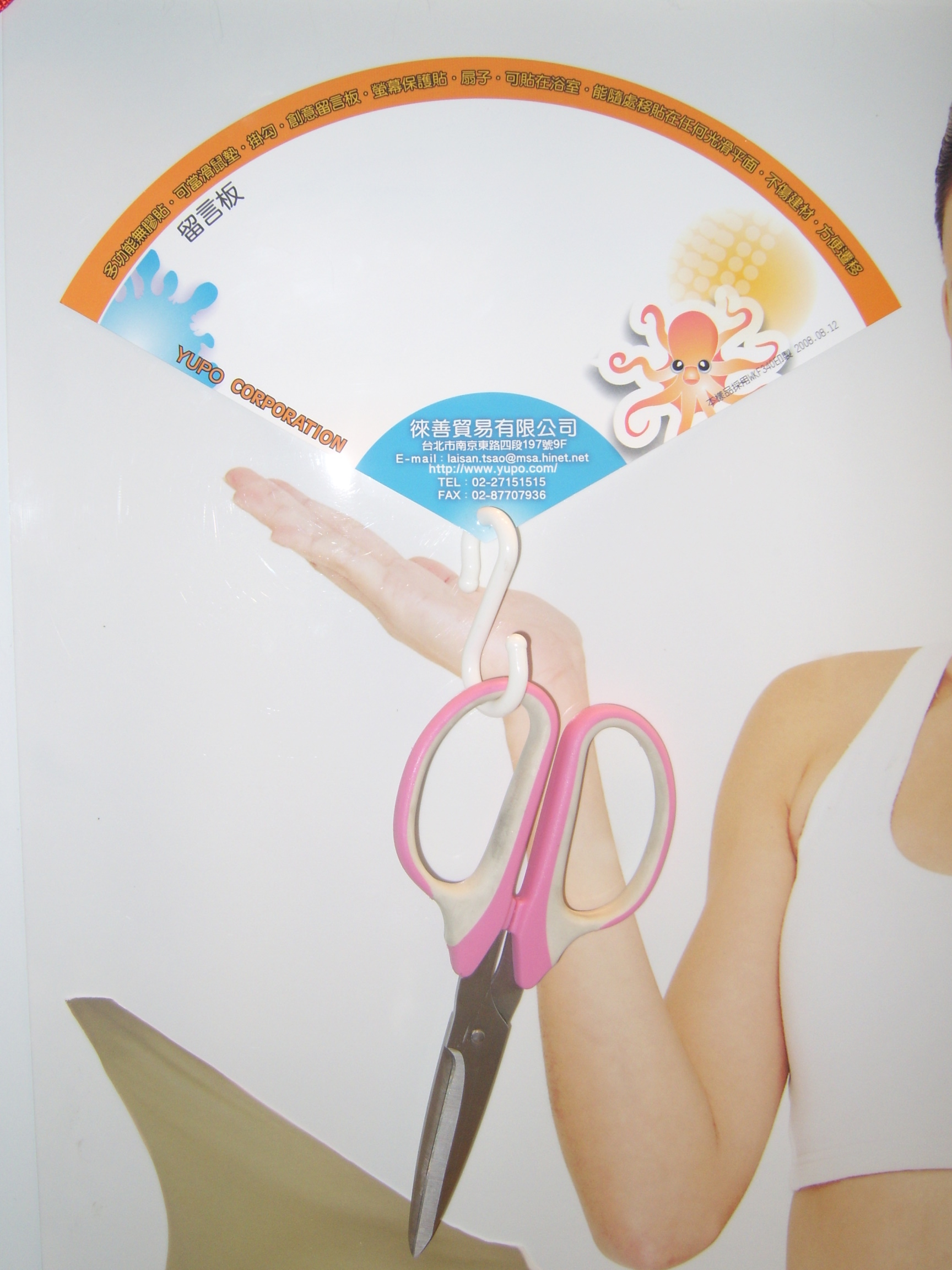
Yupo - A sample of slap-sticker

株式会社ユポ・コーポレーション（英称:Yupo Corporation）は、日本の合成紙メーカー。合成紙分野で約70％のシェアを確保する、世界トップメーカー である。大手化学メーカーの三菱ケミカル（旧・三菱化学）と、大手製紙会社の王子ホールディングスが出資する。
社名の「ユポ」とは、同社の製造するポリプロピレンを使用した合成紙のブランド名であり、同社の登録商標である。

## 沿革
1970年（昭和45年）、王子製紙（現・王子ホールディングス）と三菱油化（現・三菱ケミカル）の折半出資により、「王子油化合成紙株式会社（おうじゆかごうせいし、英称:Oji Yuka Synthetic Paper Co.Ltd）」として設立された。前年の1969年（昭和44年）に両社の出資で「株式会社王子油化合成紙研究所」が設立され、新製品の開発を進めていたが、ポリプロピレン合成紙の製造技術が確立したことを受けて設立されたものである。当時は旧財閥の枠組みを越えた、三菱系と三井系の合弁として大きく注目をされた。合成紙のブランド名は「ユポ（YUPO）」としたが、これは三菱油化の「YU」、　Paperの「P」、王子製紙の「O」を組み合わせ、両社が提携して生産することにちなんで命名された。当初は塗工紙など紙の代替として販売していく方針であったが、1970年代のオイルショックによるコスト上昇を受けて、紙では使用が困難な用途への販売に切り替えている。
生産拠点は長らく鹿島工場（茨城県）のみであったが、輸出の伸長を受けて、現地生産および販売のため1998年（平成10年）アメリカ合衆国に2番目の拠点を新設した。また2000年、ヨーロッパにも販売会社を設立。アジアにも複数の販売拠点（業務委託）を設けている。

### 年表
- 1969年（昭和44年）5月10日 - 「株式会社王子油化合成紙研究所」設立[4]。
- 1970年（昭和45年）5月25日 - 三菱油化・王子製紙の出資で「王子油化合成紙株式会社」設立[4]。
- 1971年（昭和46年）7月 - 鹿島工場が操業を開始[4]。
- 1973年（昭和48年）1月 - 王子油化合成紙研究所を合併、生産・開発を一体化[4]。
- 1975年（昭和50年）2月1日 - 三菱油化・王子製紙から販売部門を集約し、「王子油化合成紙販売株式会社」を設立[4]。
- 1982年（昭和57年）1月1日 - 王子油化合成紙販売を合併、生産と販売を一体化[5]。
- 1996年（平成8年）1月15日 - アメリカに生産子会社「Yupo Corporation America」を設立（出資比率100%）[5]。
- 1998年（平成10年）9月30日 - アメリカに新工場完成[5]。
- 2000年（平成12年）6月1日 - ドイツに販売会社「YUPO Europe GmbH」を設立（出資比率100%）[5]。
- 2001年（平成13年）1月1日 - 王子油化合成紙から「株式会社ユポ・コーポレーション」へ社名変更[5]。
- 2007年（平成19年） - 三菱化学（中国）管理有限公司と業務委託契約を締結。
- 2011年（平成23年） - 三菱化学インド（Mitsubishi Chemical India pvt. ltd）と業務委託契約を締結。
- 2014年（平成26年） - 三菱化学タイランド（Mitsubishi Chemical Thailand Co., ltd）と業務委託契約を締結。

## 主要拠点
本社は、東京都千代田区神田駿河台4丁目にある「新お茶の水ビルディング」に入居している。
自社の生産拠点は、鹿島工場。三菱ケミカル茨城事業所に近接する、茨城県神栖市東和田に設置されている。また子会社のYupo Corporation Americaは、アメリカ合衆国バージニア州にある。